# Rio Pará
Il Rio Pará (in italiano: fiume Pará), chiamato anche fiume Parauaú, fiume Jacaré Grande, canale Marajó, canale Macacos, canale Santa Maria e baia di Bocas, è un corso d'acqua e un immenso complesso di estuari che funziona come un canale fluviale tra i fiumi Amazzoni (delta del fiume delle Amazzoni), Tocantins, Campina Grande (o baia di Portel) e baia di Marajó, oltre a numerosi altri fiumi minori. Può anche essere considerato un bivio nel fiume Tocantins.
Si trova nello stato del Pará, in Brasile. Presenta acque torbide, ricche di sedimenti provenienti dai suoi fiumi di origine.
Vicino alla sua fonte c'è la città Belém, capitale del Pará. Circonda a sud-est la Isola di Marajó, la maggiore fra le molte isole presenti nella foce del Rio delle Amazzoni, con una superficie pari all'intera Svizzera. Grazie alla sua ampiezza e portata d'acqua, ricevendo anche il Rio Tocantins, il Rio Pará costituisce anche un'importante via di navigazione.